# Qazi Muhammad
Qazi Muhammad o Kadi Muhammad (en kurdo: قازی محه‌مه‌د, Qazî Mihemmed) (1893-1947) fue un líder religioso, abogado y nacionalista kurdo que lideró la República de Kurdistán (conocida como República de Mahabad), el segundo estado kurdo moderno en el Medio Oriente, siendo el primero la República de Ararat. Era de una familia de notables juristas de Mahabad.

## Biografía
Fue uno de los fundadores del Partido Democrático del Kurdistán Iraní y actuó como presidente del Kurdistán, durante el régimen soviético en Irán, con gran respaldo de los nacionalistas kurdos.
Cuando cayeron los soviéticos en Irán, su gobierno fue aplastado por el nuevo gobierno iraní. Fue condenado a muerte por un tribunal militar, y ejecutado en el centro de Mahabad, el 30 de marzo de 1947.

## Familia
Uno de sus hijos, Ali Qazi, es un activo miembro del movimiento kurdo.
Una de sus hijas, Efat Ghazi, fue asesinada en Västerås, Suecia, en 1990; bajo una carta bomba dirigida a su esposo, el activista kurdo, Emir Ghazi. Algunos analistas han especulado que el gobierno iraní estuvo detrás del asesinato.